# Indianapolis 500 in 1934

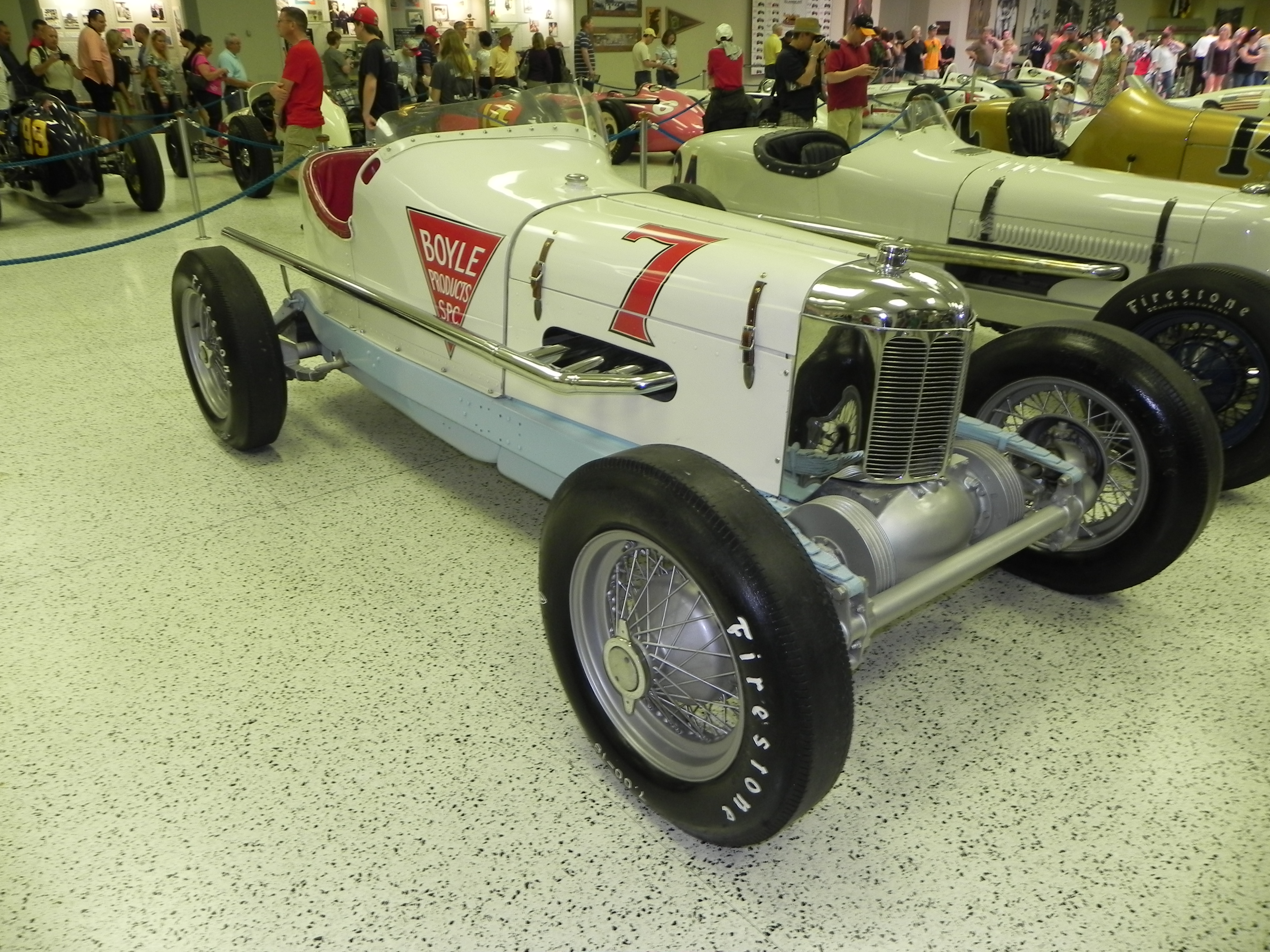
De auto waarmee Bill Cummings de Indy 500 van 1934 won

De 22e Indianapolis 500 werd gereden op woensdag 30 mei 1934 op de Indianapolis Motor Speedway. Amerikaans coureur Bill Cummings won de race. Peter Kreis en zijn mecanicien Robert Hahn kwamen op 25 mei om het leven door een ongeval tijdens trainingsritten die de race voorafgingen.

## Startgrid
| Rij | Binnen           | Midden              | Buiten           |
| --- | ---------------- | ------------------- | ---------------- |
| 1   | Kelly Petillo    | Wilbur Shaw         | Frank Brisko     |
| 2   | Mauri Rose       | Chet Gardner        | Phil Shafer      |
| 3   | Tony Gulotta     | Al Miller           | Russ Snowberger  |
| 4   | Bill Cummings    | Ralph Hepburn       | George Barringer |
| 5   | Louis Meyer      | Herb Ardinger       | Shorty Cantlon   |
| 6   | George Bailey    | Al Gordon           | Cliff Bergere    |
| 7   | Deacon Litz      | Lou Moore           | Johnny Sawyer    |
| 8   | Dave Evans       | Rex Mays            | Joe Russo        |
| 9   | Dusty Fahrnow    | Doc MacKenzie       | Rick Decker      |
| 10  | Charles Crawford | Stubby Stubblefield | Harry McQuinn    |
| 11  | Gene Haustein    | Chet Miller         | Johnny Seymour   |

## Race
| #                                  | Coureur             | Auto                    | Ronden | Opgave     |
| ---------------------------------- | ------------------- | ----------------------- | ------ | ---------- |
| 1                                  | Bill Cummings       | Miller                  | 200    |            |
| 2                                  | Mauri Rose          | Stevens-Miller          | 200    |            |
| 3                                  | Lou Moore           | Miller                  | 200    |            |
| 4                                  | Deacon Litz         | Miller                  | 200    |            |
| 5                                  | Joe Russo           | Duesenberg              | 200    |            |
| 6                                  | Al Miller           | Rigling-Buick           | 200    |            |
| 7                                  | Cliff Bergere       | Weil-Miller             | 200    |            |
| 8                                  | Russ Snowberger     | Snowberger-Studebaker   | 200    |            |
| 9                                  | Frank Brisko        | Miller                  | 200    |            |
| 10                                 | Herb Ardinger       | Graham                  | 200    |            |
| 11                                 | Kelly Petillo       | Adams-Miller            | 200    |            |
| 12                                 | Stubby Stubblefield | Duesenberg-Cummins      | 200    |            |
| 13                                 | Charles Crawford    | Ford                    | 110    |            |
| 14                                 | Ralph Hepburn       | Miller                  | 164    | Mechanisch |
| 15                                 | George Barringer    | Miller                  | 161    | Mechanisch |
| 16                                 | Phil Shafer         | Rigling-Buick           | 130    | Mechanisch |
| 17                                 | Tony Gulotta        | Cooper-Studebaker       | 94     | Mechanisch |
| 18                                 | Louis Meyer         | Stevens-Miller          | 92     | Mechanisch |
| 19                                 | Dave Evans          | Duesenberg-Cummins      | 81     | Mechanisch |
| 20                                 | Shorty Cantlon      | Stevens-Miller          | 76     | Mechanisch |
| 21                                 | Chet Gardner        | Stevens-Miller          | 72     | Mechanisch |
| 22                                 | Al Gordon           | Adams-Miller            | 66     | Ongeval    |
| 23                                 | Rex Mays            | Duesenberg-Miller       | 53     | Mechanisch |
| 24                                 | Dusty Fahrnow       | Cooper                  | 28     | Mechanisch |
| 25                                 | Johnny Sawyer       | Miller-Lencki           | 27     | Mechanisch |
| 26                                 | Johnny Seymour      | Adams-Miller            | 22     | Mechanisch |
| 27                                 | Rick Decker         | Miller                  | 17     | Mechanisch |
| 28                                 | Wilbur Shaw         | Stevens-Miller          | 15     | Mechanisch |
| 29                                 | Doc MacKenzie       | Mikan Carson-Studebaker | 15     | Ongeval    |
| 30                                 | Gene Haustein       | Hudson                  | 13     | Ongeval    |
| 31                                 | Harry McQuinn       | Rigling-Miller          | 13     | Mechanisch |
| 32                                 | George Bailey       | Snowberger-Studebaker   | 12     | Ongeval    |
| 33                                 | Chet Miller         | Ford                    | 11     | Ongeval    |
| Gemiddelde snelheid : 168,761 km/h |                     |                         |        |            |